# Светлополянск (станция)
Светлополя́нск — железнодорожная станция Кировского региона Горьковской железной дороги в посёлке городского типа Светлополянск Кировской области. Располагается на железнодорожной ветке Яр — Лесная. Осуществляет пассажирские и грузовые операции.

## История
В 1929 году было принято решение о строительстве железной дороги Яр — Фосфоритная, которая должна была связать северные месторождения фосфоритов и металлургические заводы Верхней Вятки с удмуртской станцией Яр на Транссибирской магистрали. Стройка была ударной, и движение по линии было открыто уже в начале 1930-х годов. В постоянную эксплуатацию железная дорога была принята в 1940 году. На 157 километре этой линии между станциями Кирс и Фосфоритная был открыт разъезд Кай (официальный год открытия: 1951 год). Разъезд был расположен в стороне от населённых пунктов, в болотистой местности, вблизи урочища Созим.
В 1964 году в связи с началом торфоразработок на болоте Дымном рядом с разъездом возник посёлок, получивший в 1970 году имя Светлополянск. В 1972 году станция Кай переименована в Светлополянск.

## Описание
Станция расположена на северо-западной окраине посёлка Светлополянска, на однопутной неэлектрифицированной линии Яр — Лесная. Насчитывает 3 основных пути и один тупик. От нечётной горловины станции отходит подъездной путь на перегрузочную станцию узкоколейной железной дороги Дымного торфопредприятия.
Станция имеет одну боковую платформу для посадки и высадки пассажиров, которая расположена с юго-восточной стороны от путей. Рядом с платформой находится здание железнодорожного вокзала. На станции используются локомотивы 2ТЭ10, ЧМЭ3 депо Шлаковая.

## Пригородное следование по станции
Через станцию осуществляется прямое пригородное железнодорожное пассажирское сообщение Светлополянска с областным центром Кировым и посёлками Песковка и Рудничным, городом Кирсом и другими. Пассажирские перевозки обслуживает Волго-Вятская пригородная пассажирская компания (ВВППК).
По состоянию на апрель 2017 года Светлополянск является конечной станцией для большинства прибывающих в него поездов. Лишь 2 раза в неделю составы следуют дальше на север, до Верхнекамской.